# Te Paeroa Lagoon
Die Te Paeroa Lagoon ist eine Lagune in der Region Hawke’s Bay auf der Nordinsel von Neuseeland.

## Geographie
Die Lagune befindet sich rund 6,8 km östlich von Wairoa und ist durch Sanddünen getrennt, rund 300 m von der Hawke Bay entfernt. Die Te Paeroa Lagoon gehört zu einem Feuchtgebiet an der Küste, zu dem unter anderem die Lagunen Ngamotu Lagoon, Ohuia Lagoon, Wairau Lagoon und die Whakaki Lagoon, von West nach Ost gelistet, gehören.
Die Lagune umfasst eine Fläche von rund 1,12 km² und erstreckt sich über eine Länge von rund 1,6 km in Nord-Süd-Richtung sowie über eine Breite von maximal 1,08 km in Ost-West-Richtung.
Die Lagune verfügt über keine nennenswerten Zuflüsse. Ein möglicher Abfluss könnte über eine kleine Verbindung zur Whakaki Lagoon im Norden der Lagune geschehen. Hierüber wird sich auf jeden Fall die Wasserhöhe der Lagune regulieren.